# 埃绍 (下莱茵省)
埃绍（法語：Eschau，法語發音：[ɛʃo]）是法国下莱茵省的一个市镇，位于该省东部偏南，属于斯特拉斯堡区。

## 地理
埃绍（48°29'17"N, 7°42'57"E）面积11.83 平方千米，位于法国大東部大區下莱茵省，该省份为法国大陆部分最东部的省份，是阿尔萨斯的一部分，今与上莱茵省组成了阿尔萨斯欧洲集体，其南至上莱茵省，西南接孚日省和默尔特-摩泽尔省，西接摩泽尔省，北与德国接壤。
与埃绍接壤的市镇（或旧市镇、城区）包括：伊尔基什-格拉芬什塔登、费格赛姆、伊普赛姆、伊克特拉特赞、诺尔杜斯、普洛布赛姆、斯特拉斯堡。

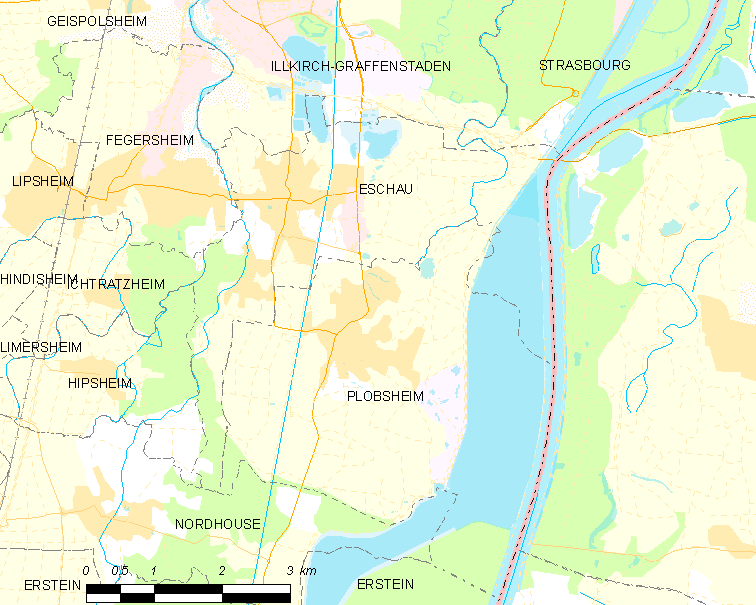
的OSM定位图

埃绍的时区为UTC+01:00、UTC+02:00（夏令时）。

## 行政
埃绍的邮政编码为67114，INSEE市镇编码为67131。

## 政治
埃绍所属的省级选区为伊尔基什-格拉芬什塔登县。

## 人口

1962-2008年间人口变化图示

埃绍于2022年1月1日时的人口数量为5847人。

## 友好城市
德国凯尔